# Aspleniopsis boerlageana
Aspleniopsis boerlageana là một loài thực vật có mạch trong họ Adiantaceae. Loài này được (Alderw.) Pic. Serm. miêu tả khoa học đầu tiên năm 1977.